# Коловертне
Колове́ртне (каз. Коловертное) — село у складі Акжаїцького району Західноказахстанської області Казахстану. Входить до складу Бударінського сільського округу.
Населення — 104 особи (2021; 256 у 2009, 405 у 1999, 403 у 1989).